# Albert Wolff
Louis Albert Wolff (Parigi, 19 gennaio 1884 – Parigi, 20 febbraio 1970) è stato un compositore e direttore d'orchestra francese, di origine olandese.

## Biografia
Fu allievo di Xavier Leroux, André Gedalge e Paul Vidal al Conservatoire de Paris ed iniziò ad esibirsi come pianista nei cabaret di parigi. Fra il 1906 ed il 1910 fu organista nella Chiesa di Saint-Thomas-d'Aquin a Parigi. Nel 1908 entrò a l'Opéra-Comique come direttore del coro e poi nel 1911 diresse la prima dell'opera La Soka di Raoul Laparra. Venne poi arruolato nell'aeronautica militare francese dove prestò servizio nel corso della prima guerra mondiale, ed era ancora sotto le armi quando scrisse l'opera The Blue Bird, adattamento dell'opera L'Oiseau Bleu scritta dal belga Maurice Maeterlinck nel 1908.
Dal 1919 al 1921 diresse le opere del repertorio francese nella stagione del Metropolitan Opera di New York e il 27 dicembre 1919 mise in scena la prima esecuzione assoluta del suo The Blue Bird.
Tornato a Parigi nel 1921 prese il posto di André Messager come direttore musicale de l'Opéra-Comique fino al 1924. Nel 1925 venne nominato secondo direttore dei Concerts Pasdeloup e quindi direttore dal 1934 al 1970.
Dal 1928 al 1934 fu direttore principale dei Concerts Lamoureux.
Diresse regolarmente in America latina dal 1940 al 1945 durante la seconda guerra mondiale e dal 1945 al 1946 fu direttore generale de l'Opéra-Comique.

## Sue esecuzioni
- La boîte à joujoux di Claude Debussy nel 1923

- L'Enfant et les sortilèges di Maurice Ravel,

- Symphonie n° 4 d'Albert Roussel,

- Le mammelle di Tiresia di Francis Poulenc.

## Opere

### Opere liriche
- Sœur Béatrice (1911; prima a Nizza, 1948),
- Le Marchand de Masques (Nizza, 1914),
- L'Oiseau Bleu (New York, 27 dicembre 1919).

### Balletti
- Le Clochard, da un'idea di suo figlio Pierre, 10 gennaio 1959.

### Musica per orchestra
- La Randonnée de l'âme défunte poema sinfonico (1926) (Parigi, l4 marzo 1936),
- Concerto pour flûte (1943),
- Symphonie en la prima esecuzione con i Concerts Pasdeloup, assieme al concerto per flauto, 19 gennaio 1947.

### Altro
- Requiem per soli, coro e orchestra (1939; Concerts Pasdeloup, 25 marzo 1939),
- musiche da camera ; musica vocale ; musica da film